# Arckanum
Arckanum war eine schwedische Black-Metal-Band aus Mora. Das einzige fixe Bandmitglied war Johan „Shamaatae“ Lahger, der fast ausschließlich altschwedische Texte für Arckanum schrieb.

## Geschichte
Arckanum wurde 1992 von Johan „Shamaatae“ Lahger, der zuvor als Schlagzeuger bei Conquest/Grotesque (der Vorgängerband von At the Gates) fungierte, sowie Sataros und Loke Svarteld gegründet. Zuvor hatte Shamaatae bereits mit seinem Bruder Sataros eine Death-Metal-Band namens Absorption gegründet, die später in Disenterment umbenannt wurde. Nach der unveröffentlichten Demoaufnahme von Disenterment bestritt die Band etwa 20 Konzerte, unter anderem mit Unleashed und Unanimated. Im Jahre 1993 erschien Arckanums erstes Demo Demo-93. Es ist das einzige Demo, auf dem die beiden Musiker Sataros und Loke mitwirken, bevor Shamaatae beschloss, sein Projekt alleine fortzuführen. In einem späteren Interview bezeichnete er die beiden Gründungsmitglieder Sataros und Svarteld als Gastmusiker.
Im Jahr 1994 erschien das Demo Trulen, auf dem zwar Sataros in Bærghet zu hören ist, das ansonsten allerdings komplett von Shamaatae eingespielt wurde. In den Jahren 1995 bis 1998 veröffentlichte Shamaatae über Necropolis Records die ersten drei Alben Fran marder, Kostogher und Kampen; das außerdem geplante Album Faunaz Samgang wurde nie veröffentlicht. In der Folgezeit wurden diverse Splits und EPs veröffentlicht, bevor 2008 mit Antikosmos ein neues Album bei Debemur Morti Productions erschien; dieses enthält Teile des für Faunaz Samgang geschriebenen Materials. Das 2009 veröffentlichte Album ÞÞÞÞÞÞÞÞÞÞÞ war die letzte Veröffentlichung bei Debemur Morti Productions, das folgende Album Sviga læ wurde 2010 von Regain Records herausgebracht. 
Danach beendete Lahger Arckanums musikalische Tätigkeit, um sich auf seine Tätigkeit als Autor zu konzentrieren. Inzwischen betreibt er ein Dark-Ambient-Projekt nachems Ljotan.

## Stil
Arckanum spielen einen melodischen, atmosphärischen Black-Metal-Stil. Während die ersten beiden Alben überwiegend kürzere, sich am einfachen Gitarrenspiel von Bathory orientieren, setzt sich Kampen aus überlangen und epischen Songs zusammen. Auf diesem Album finden sich viele folkloristische Melodien und sich an Schamanengesang orientierende Vokals.  Später wurden die Folkanteile wieder reduziert. Dafür finden sich in der Musik auch Crustcore-/Punk-/Doom-Metal-Einflüsse, Thrash-Metal-Elemente und Death-Metal-Riffs.

## Hintergrund
Textlich befasst sich Arckanum mit Chaos-Gnostizismus im Stile der 2006 aufgelösten schwedischen Black-/Death-Metal-Band Dissection; ebenso wie Dissection steht auch Arckanum dem Misanthropic Luciferian Order nahe. Shamaatae gibt als sein größtes Einflussgebiet den antikosmischen Satanismus und seine „persönlichen magischen Erfahrungen mit den alten norwegischen Runen, Magien und Mächten“ an. Teilweise ist er auch von Aleister Crowley und der Chaosmagie nach Peter Carroll inspiriert. Des Weiteren finden Figuren der griechischen und der germanischen Mythologie, wie beispielsweise der Gott Pan oder die Trolle, Erwähnung in seinen Texten.
Die Band wird manchmal für heidnisch gehalten, tatsächlich steht die Philosophie der Band im Zusammenhang mit dem Thursatru, einer gnostischen Left-Hand-Path-Religion, welche eine satanische Philosophie mit der Symbolik und dem Pantheon der altnordischen Religion verbindet.
Nach dem Ende von Arckanum begann Shamaatae, mehrere Bücher über die Thursatru-Religion zu verfassen.

## Diskographie
- 1993: Demo '93 (Demo)
- 1994: Trulen (Demo)
- 1995: Fran marder
- 1997: Kostogher
- 1998: Kampen
- 2002: Boka vm kaos (EP)
- 2003: Kosmos wardhin dræpas om sin / Emptiness Enthralls (Split-EP mit Contamino)
- 2004: Kaos svarta mar / Skinning the Lambs (Split-EP mit Svartsyn)
- 2004: The 11 Year Anniversary Album
- 2006: Ængin Oforhærra auf Tormenting Legends Part II
- 2008: Grimalkinz skaldi (EP)
- 2008: Antikosmos (EP)
- 2008: Antikosmos
- 2008: Arckanum / Sataros Grief (Split-EP mit Sataros Grief)
- 2009: ÞÞÞÞÞÞÞÞÞÞÞ
- 2010: Sviga læ (18. Oktober 2010)
- 2011: Helvítismyrkr (16. September 2011)
- 2013: Fenris Kindir